# Касвел Бич (Северна Каролина)
Касвел Бич (енгл. Caswell Beach) град је у америчкој савезној држави Северна Каролина.

## Демографија
По попису из 2010. године број становника је 398, што је 28 (7,6%) становника више него 2000. године.
| Група             | 2000.       | 2010.       |
| Белци             | 362 (97,8%) | 386 (97,0%) |
| Афроамериканци    | 2 (0,5%)    | 0 (0,0%)    |
| Азијати           | 2 (0,5%)    | 3 (0,8%)    |
| Хиспаноамериканци | 3 (0,8%)    | 7 (1,8%)    |
| Укупно            | 370         | 398         |